# Akademicki Związek Sportowy
Akademicki Związek Sportowy (skr. AZS) – studenckie stowarzyszenie sportowe, działające na terenie Polski, którego głównymi celami są: rozwój kultury fizycznej, promocja zdrowego stylu życia, wychowanie młodzieży w atmosferze sportu i aktywności fizycznej.
Obecnie jest to największa organizacja zajmująca się sportem w polskim środowisku akademickim, zrzeszająca blisko 70 tysięcy osób na ponad 200 uczelniach. Studenci w AZS mogą uprawiać ponad 30 dyscyplin sportowych, zarówno rekreacyjnie, jak i zawodowo. Sportowcy AZS stanowią około 33% ogółu polskiej reprezentacji narodowej (biorąc pod uwagę  udział w igrzyskach olimpijskich).
AZS jest członkiem Polskiej Rady Młodzieży. W 2017 roku Akademicki Związek Sportowy został uznany najlepszą organizacją sportu akademickiego na świecie.

## Zarząd
W czerwcu 2018 prezesem Zarządu AZS został prof. Alojzy Nowak. Nowy jest też Sekretarz Generalny, gdyż na tym stanowisku Bartłomieja Korpaka zastąpił Dariusz Piekut.

### Aktualny skład Zarządu Głównego AZS[1]
- prezes: Alojzy Nowak
- wiceprezesi: Adam Roczek, Maciej Hartfil, Tomasz Wróbel, Marian Dymalski, Jakub Kosowski, Mariusz Walczak, Marta Dalecka
- Sekretarz Generalny AZS: Dariusz Piekut

## Historia

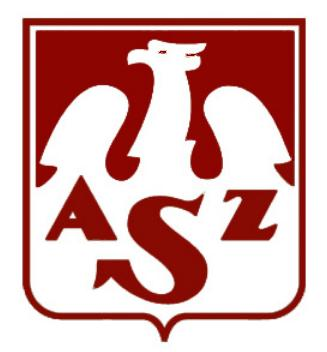
W styczniu 1946 roku powołano do życia AZS UMK Toruń

Organizacja została założona 15 maja 1909 roku w Collegium Novum Uniwersytetu Jagiellońskiego w Krakowie, a jej pierwszym prezesem został student medycyny UJ Wacław Majewski. Po I wojnie światowej, na terenie niepodległej Polski, tworzono oddziały AZS w kolejnych miastach:
- 1918 w Warszawie,
- 1919 w Poznaniu,
- 1921 w Wilnie i Gdańsku,
- 1922 we Lwowie[2] i Lublinie,

Łączna liczba członków AZS wynosiła wówczas około 3 tysięcy.
W dniach 18–19 marca 1923, podczas zjazdu w Warszawie, powołano organizację koordynującą działalność wszystkich rodzimych AZS – Centralę Polskich AZS. Jej pierwszym prezesem mianowano Stefana Grodzkiego, a na siedzibę CP AZS wybrano Warszawę.
Po II wojnie światowej utworzone zostały Kluby AZS we wszystkich szkołach wyższych. W 1945 powołano AZS w Katowicach, Łodzi, Gliwicach, Wrocławiu (nowy) i Częstochowie, zaś siedzibą centrali obrano Kraków. W 1948 centrala wróciła do Warszawy i zaczęła funkcjonować jako Zarząd Główny AZS. Kolejne AZS-y powstawały w:
- 1946: Toruń i Szczecin (JK AZS Szczecin)
- 1949: Zakopane
- 1950: Olsztyn i Białystok
- 1955: Opole
- 1963: Rzeszów
- 1965: Bydgoszcz
- 1966: Zielona Góra
- 1968: Koszalin
- 1969: Kielce, Płock, Radom, Siedlce, Słupsk
- lata 70. XX w.: Bielsko-Biała, Gorzów Wielkopolski, Cieszyn

Pod koniec 1998 Akademicki Związek Sportowy zrzeszał ponad 43 tysiące członków.

## Struktura
Klub uczelniany AZS jest podstawową jednostką organizacyjną Akademickiego Związku Sportowego. Może mieć charakter uczelniany lub środowiskowy (międzyuczelniany) i być zrzeszony w organizacji środowiskowej lub działać samodzielnie. Kluby działające samodzielnie podlegają bezpośrednio Zarządowi Głównemu AZS. Na każdej uczelni może działać tylko jeden klub uczelniany AZS (wyjątek stanowią filie i wydziały zamiejscowe). Kluby uczelniane stanowią najniższy szczebel struktury organizacyjnej AZS.
W chwili obecnej w Polsce działa ponad 180 jednostek organizacyjnych AZS, w tym:
- 165 klubów uczelnianych
- 15 klubów środowiskowych
- 6 klubów żeglarskich
- 3 kluby specjalistyczne
- 3 centralne ośrodki sportu akademickiego
- Fundacja AZS

## Dyscypliny
Około 165 klubów (3 tys. sekcji) AZS prowadzi zajęcia w kilkudziesięciu dyscyplinach sportu. Najważniejsze z nich to:

- aerobik sportowy
- akrobatyka sportowa
- badminton
- biathlon
- brydż sportowy
- curling
- ergometr wioślarski
- e-sport
- futsal
- gimnastyka
- jeździectwo
- judo
- kajakarstwo
- karate
- kick-boxing
- kolarstwo górskie
- koszykówka
- kulturystyka i trójbój siłowy
- lekkoatletyka
- narciarstwo
- narciarstwo wodne
- piłka nożna
- piłka siatkowa
- piłka ręczna
- pływanie
- podnoszenie ciężarów
- rugby
- snowboarding
- strzelectwo sportowe
- szachy
- szermierka
- taekwondo
- tenis
- tenis stołowy
- triathlon
- windsurfing
- wioślarstwo
- wspinaczka sportowa
- zapasy
- żeglarstwo

Studenci uprawiają również takie dyscypliny jak: bojery, łucznictwo i ringo.